# La Chapelle-Rainsouin
La Chapelle-Rainsouin és un municipi francès situat al departament de Mayenne i a la regió de País del Loira. L'any 2007 tenia 339 habitants.

## Demografia

### Població
El 2007 la població de fet de La Chapelle-Rainsouin era de 339 persones. Hi havia 112 famílies de les quals 24 eren unipersonals (16 homes vivint sols i 8 dones vivint soles), 24 parelles sense fills, 60 parelles amb fills i 4 famílies monoparentals amb fills.
La població ha evolucionat segons el següent gràfic:
Habitants censats

### Habitatges
El 2007 hi havia 145 habitatges, 121 eren l'habitatge principal de la família, 16 eren segones residències i 8 estaven desocupats. 138 eren cases i 1 era un apartament. Dels 121 habitatges principals, 94 estaven ocupats pels seus propietaris, 26 estaven llogats i ocupats pels llogaters i 1 estava cedit a títol gratuït; 3 tenien una cambra, 4 en tenien dues, 6 en tenien tres, 36 en tenien quatre i 72 en tenien cinc o més. 113 habitatges disposaven pel capbaix d'una plaça de pàrquing. A 50 habitatges hi havia un automòbil i a 66 n'hi havia dos o més.

### Piràmide de població
La piràmide de població per edats i sexe el 2009 era:
| Homes | Edats   | Dones |
| ----- | ------- | ----- |
| 0     | 95 o +  | 0     |
| 0     | 90 a 94 | 0     |
| 0     | 85 a 89 | 4     |
| 4     | 80 a 84 | 4     |
| 4     | 75 a 79 | 0     |
| 0     | 70 a 74 | 0     |
| 8     | 65 a 69 | 0     |
| 4     | 60 a 64 | 8     |
| 0     | 55 a 59 | 0     |
| 12    | 50 a 54 | 4     |
| 12    | 45 a 49 | 16    |
| 16    | 40 a 44 | 4     |
| 0     | 35 a 39 | 16    |
| 8     | 30 a 34 | 16    |
| 4     | 25 a 29 | 12    |
| 4     | 20 a 24 | 8     |
| 8     | 15 a 19 | 8     |
| 12    | 10 a 14 | 0     |
| 8     | 5 a 9   | 16    |
| 16    | 0 a 4   | 8     |

## Economia
El 2007 la població en edat de treballar era de 220 persones, 184 eren actives i 36 eren inactives. De les 184 persones actives 176 estaven ocupades (97 homes i 79 dones) i 8 estaven aturades (3 homes i 5 dones). De les 36 persones inactives 12 estaven jubilades, 19 estaven estudiant i 5 estaven classificades com a «altres inactius».

### Ingressos
El 2009 a La Chapelle-Rainsouin hi havia 134 unitats fiscals que integraven 373 persones, la mediana anual d'ingressos fiscals per persona era de 16.310 €.

### Activitats econòmiques
Dels 10 establiments que hi havia el 2007, 1 era d'una empresa de fabricació de material elèctric, 3 d'empreses de construcció, 2 d'empreses de comerç i reparació d'automòbils, 1 d'una empresa de transport, 1 d'una empresa d'hostatgeria i restauració, 1 d'una empresa immobiliària i 1 d'una empresa de serveis.
Dels 4 establiments de servei als particulars que hi havia el 2009, 2 eren fusteries, 1 electricista i 1 restaurant.
L'any 2000 a La Chapelle-Rainsouin hi havia 32 explotacions agrícoles que ocupaven un total de 1.095 hectàrees.

## Poblacions més properes
El següent diagrama mostra les poblacions més properes.